# Beker van Somalië
De Beker van Somalië is het nationale voetbalbekertoernooi van Somalië dat georganiseerd wordt door de Somali Football Federation (SFF). Het bekertoernooi werd opgericht in 1977 en wordt zoals de meeste bekercompetities volgens het knock-outsysteem gespeeld.

## Finales
| Jaar               | Winnaar                  | Uitslag | Finalist |
| ------------------ | ------------------------ | ------- | -------- |
| 1977               | Lavori Publici           |         |          |
| 1978 niet gespeeld |                          |         |          |
| 1979               | Marine Club              |         |          |
| 1980               | Lavori Publici           |         |          |
| 1981               | National Printing Agency |         |          |
| 1982               | Horseed FC               |         |          |
| 1983               | Horseed FC               |         |          |
| 1984               | Waxcol                   |         |          |
| 1985               | Petroleum FC             |         |          |
| 1986               | Marine Club              |         |          |

| Jaar               | Winnaar     | Uitslag  | Finalist             |
| ------------------ | ----------- | -------- | -------------------- |
| 1987               | Horseed FC  |          |                      |
| 1988-2001 onbekend |             |          |                      |
| 2002               | Dakadaha    |          |                      |
| 2003-2006 onbekend |             |          |                      |
| 2007               | SITT Daallo | 1-0      | Dakadaha             |
| 2008-2009 onbekend |             |          |                      |
| 2010               | Fenyuus     | 0-0, 2-0 | Dakadaha             |
| 2011 onbekend      |             |          |                      |
| 2012               | Banaadir SC | 3-1      | Badbaado (Mogadishu) |

### Prestaties per club
| Aantal | Club           | Plaats    |   | Aantal                   | Club      | Plaats |
| ------ | -------------- | --------- | - | ------------------------ | --------- | ------ |
| 03     | Horseed FC     | Mogadishu | 1 | National Printing Agency | Mogadishu |        |
| 02     | Lavori Publici | Mogadishu | 1 | Waxcol                   | Mogadishu |        |
| 02     | Marine Club    | Mogadishu | 1 | Petroleum FC             |           |        |
|        |                |           | 1 | Dakadaha                 | Mogadishu |        |
|        |                |           | 1 | SITT Daallo              | Mogadishu |        |
|        |                |           | 1 | Fenyuus                  | Mogadishu |        |
|        |                |           | 1 | Banaadir SC              | Mogadishu |        |

Algerije ·
Angola ·
Benin ·
Botswana ·
Burkina Faso ·
Burundi ·
Centraal-Afrikaanse Republiek ·
Comoren ·
Congo-Brazzaville ·
Congo-Kinshasa ·
Djibouti ·
Egypte ·
Equatoriaal-Guinea ·
Ethiopië ·
Gabon ·
Gambia ·
Ghana ·
Guinee ·
Guinee-Bissau ·
Ivoorkust ·
Kameroen ·
Kenia ·
Lesotho ·
Liberia ·
Libië ·
Madagaskar ·
Mali ·
Marokko ·
Mauritanië ·
Mauritius ·
Mozambique ·
Namibië ·
Niger ·
Nigeria ·
Oeganda ·
Réunion ·
Rwanda ·
Sao Tomé en Principe ·
Senegal ·
Seychellen ·
Sierra Leone ·
Soedan ·
Somalië ·
Swaziland ·
Tanzania ·
Togo ·
Tsjaad ·
Tunesië ·
Zambia ·
Zimbabwe ·
Zuid-Afrika